# Ismail Idris de Johor
Major General Tunku Ismail Idris Abdul Majid Abu Bakar Iskandar ibni Sultão Ibrahim Ismail (em javanês: تونكو إسماعيل إدريس عبدالمجيد أبو بكر إسكندر ابن سلطان إ براهيم إسماعيل‎; 30 de junho de 1984) é o Tunku Mahkota (Príncipe Herdeiro) de Johor, herdeiro aparente e primeiro na linha de sucessão ao trono de Johor. Ele é o filho mais velho do atual Sultão de Johor, Sultão Ibrahim Ismail, e de sua consorte, a Permaisuri (Rainha) de Johor, Zarith Sofiah. 
É casado desde 2014 com Khaleeda Bustamam e o casal quatro filhos. 

## Biografia
Ismail é o mais velho de irmãos do Sultão Ibrahim e de sua esposa Zarith Sofiah. Começou sua educação na Malásia, na Escola Sri Utama e na Escola Primária St. Joseph de Jor Bahru, mas já adolescente foi morar em Singapura, onde estudou na Australian International School Singapore. Entre 1999 e 2002 estudou na Hale School, em Perth, na Austrália. Como seu pai, Ismail Idris, não tem educação superior. 
Seguindo seu avô e pai, recebeu treinamento militar, de 17 de julho de 2003 a 11 de dezembro de 2004, na Academia Militar Indiana' (IMA), em Dehradun, Índia, onde começou sendo Oficial Cadete, tendo sido elevado aTenente na cerimônia de formatura. De 15 de dezembro de 2004 a 14 de dezembro de 2006 estudou na 61ª Unidade do Calvário em Jaipur, Índia, onde foi premiado como o "Melhor em Equitação". 
É fã de carros luxuosos, futebol, pólo equestre e de esportes náuticos e é dono do time de futeborl Johor Darul Tazim (JDT) e patrono da Associação de Futebol de Johor.   

## Funções oficiais
Foi nomeado Raja Muda (tradução literal: "Rei Mais Jovem"; oficialmente vice-príncipe herdeiro) em 8 de abril de 2006 por seu avô, o falecido Sultão Iskandar de Johor, e foi nomeado Tunku Mahkota (Príncipe Herdeiro) de Johor em 28 de janeiro de 2010 após a morte do avô. 
Ele já atuava como Príncipe Regente esporadicamente quando seu pai viajava para o exterior, mas passou a exercer esta função permanentemente, de fins de janeiro de 2024 a final de janeiro de 2028, no período em que seu pai atuar como o Rei da Malásia. 

## Casamento

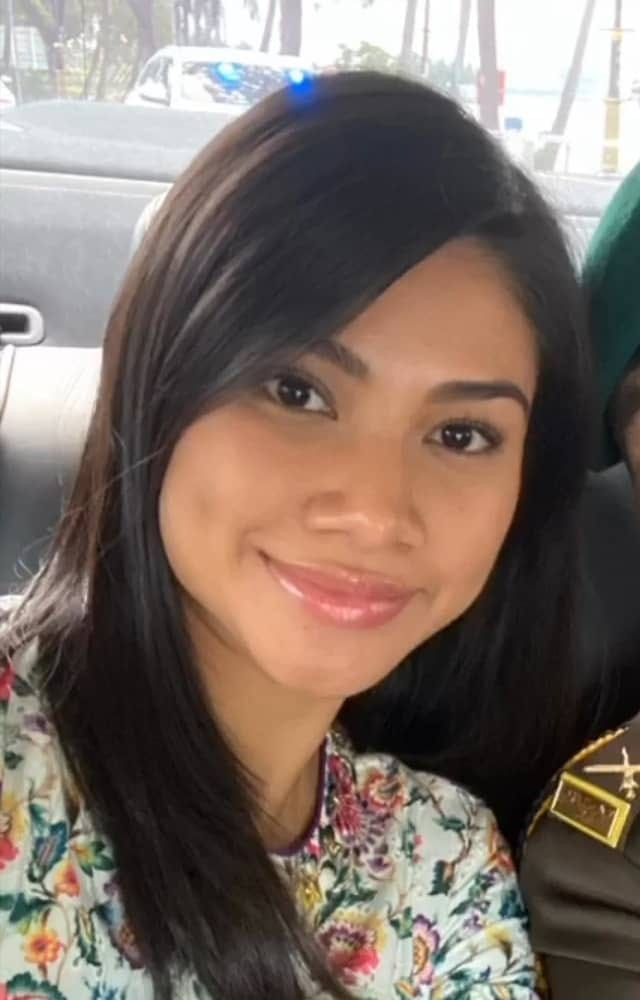
A Princesa Herdeira Consorte

É casado desde 2014 com Khaleeda Bustamam (Che Puan Mahkota) e o casal quatro filhos, duas meninas e dois meninos:   
- Princesa Khalsom Aminah Sofiah, nascida em 25 de junho de 2016
- Príncipe Iskandar Abdul Jalil Abu Bakar Ibrahim, nascido em 14 de outubro de 2017 e que um dia será o Sultão (monarca)  de Johor
- Príncipe Abu Bakar Ibrahim, nascido em 17 de julho de 2019
- Princesa Zahrah Zarith Aziyah, nascida em 21 de abril de 2021

## Controvérsias
Em 24 de outubro de 2008 surgiram relatos sobre uma briga de Ismail com o Príncipe Nadzimuddin, da família Negeri Sembilan, numa boate de Kuala Lumpur. O advogado de Nadzimuddin registrou um boletim de ocorrência. Semanas depois, supostamente, assessores de Ismail entraram em contato com a vítima solicitando um encontro para um pedido de desculpas, no entanto, segundo o portal do Asia One, a vítima acabou sendo agredida e teve uma arma apontada na cabeça pelo próprio Ismal num hotel de Kuala Lumpur. 
Em meados de 2018 Ismail alegou que ele o pai estavam sendo espionados. Em 2016 ele já havia dito que seu telefone havia sido grampeado e que ele estava sendo monitorado pela Secção Especial da polícia malaia. Ele acusava o então primeiro-ministro Mahathir bin Mohamad.  

## Sumário
- Este artigo foi inicialmente traduzido, total ou parcialmente, do artigo da Wikipédia em inglês cujo título é «Tunku Ismail Idris».